# Matrimonio igualitario en Alagoas
El matrimonio igualitario está reconocido en el estado brasileño de Alagoas. En enero de 2012 la Justicia de Alagoas decidió permitir el matrimonio entre personas del mismo sexo. Esta decisión es pionera ya que, aunque la Corte Suprema de Brasil ha votado a favor en una decisión contra la cual aún cabe recurso, el matrimonio homosexual aún no era legal en ningún estado de Brasil. Desde enero de 2012, se ha habilitado la posibilidad para que en Alagoas puedan tener lugar estos matrimonios.